# Карпово Первое
Карпово Первое — село в Краснощёковском районе Алтайского края. Входит в состав Карповского сельсовета.

## История
1714 годом датируется первое известие о первой деревне на территории Краснощёковского района – деревни Перво-Чарышской, нынешней Карпово. По архивным данным за 1735 год в деревне Перво-Чарышской проживало 49 человек. Из них 40 человек привезли с Урала приказчики Акинфия Демидова, ещё двоих, одного мужчину и одну женщину, переселили из Екатеринбурга. По сведениям местного краеведа Попова Н.М. это были семьи Белоусовых, Рагозиных, Паутовых и др. До перевода на Алтай все они были приписными к Невьянскому заводу Демидова на Урале. По третьей ревизии, проведенной в 1763 году, в деревне Перво-Чарышской числилось всего 26 душ мужского населения. Побывавший в этих местах в 1771 году академик Пётр Симон Паллас насчитал в ней 18 дворов. К 1782 году деревня заметно разрослась. В ней проживало уже 85 душ мужского населения и 102 женских.
Село Карпово основано в 1805 г.
В документах Российской империи писалось с. Карпова (при р. Чарыш).
По списку населённых пунктов 1859—1868 годов село относилось к Чарышскому участку №3 Бийского округа Томской губернии. Тогда численность жителей составляла 200 мужчин, а также 180 женщин; число дворов — 57.
В 1894 году из Бийского уезда часть волостей были выделены в отдельный самостоятельный Змеиногорский округ. С этого момента село начало относится к Покровской волости. На 1899 год жителей села было 1287 (643 мужчины и 644 женщины); дворов 250.
В 1899 году в селе строилась церковь, было 1 учебное заведение, 1 хлебозапасный магазин, 1 питейное заведение и 1 лавка.
Церковным старостой был Фрол Никитович Кряжков (1875, Рязанская губерния — ?), осуждён 9 декабря 1937 года как единоличник. Погиб в ГУЛАГе.
В 1928 г. состояло из 321 хозяйства, основное население — русские. В административном отношении являлся центром Карповского I-го сельсовета Покровского района Рубцовского округа Сибирского края.

## Население
| 1926 | 1997 | 1998 | 1999 | 2000 | 2001 |
| ---- | ---- | ---- | ---- | ---- | ---- |
| 1831 | ↘243 | →243 | →243 | ↗246 | ↘245 |
| 2002 | 2003 | 2004 | 2005 | 2006 | 2007 |
| ↘225 | ↗229 | ↘221 | ↘220 | ↘200 | ↘190 |
| 2008 | 2009 | 2010 | 2011 | 2012 | 2013 |
| ↘180 | ↘170 | ↘150 | ↘149 | ↘125 | ↘117 |

Национальный состав
Согласно результатам переписи 2002 года, в национальной структуре населения русские составляли 95 %.